# Villanueva de Río Ubierna
Villanueva de Río Ubierna es una localidad situada en la provincia de Burgos, comunidad autónoma de Castilla y León (España), comarca de Alfoz de Burgos. Su situación administrativa es la de Entidad Local Menor dependiente del ayuntamiento de Merindad de Río Ubierna.

## Datos generales
En 2006 contaba con 80 habitantes. Es un pueblo situado a 8 km al este de la capital del municipio, Sotopalacios, junto a las localidades de Celadilla-Sotobrín, Quintanaortuño, Sotragero y Arroyal, en el valle del río Ubierna.

## Comunicaciones
- Carretera: Camino de acceso desde la carretera nacional N-627-N-628 de Burgos a Santander, que se inicia en Sotopalacios.

## Historia
Lugar que formaba parte, de la Jurisdicción de Río Ubierna en el Partido de Burgos, uno de los catorce que formaban la Intendencia de Burgos, durante el periodo comprendido entre 1785 y 1833. En el Censo de Floridablanca de 1787 figura como jurisdicción de realengo con alcalde pedáneo.
Hasta mediados del siglo XIX se denominó Villanueva de los Asnos, nombre que fue sustituido por el de Villanueva de Río Ubierna actual debido a las burlas que recibían sus vecinos. En el censo de la matrícula catastral contaba con 65 hogares y 171 vecinos. Entre el censo de 1981 y el anterior, este municipio desapareció al ser integrado en el municipio Merindad de Río Ubierna. Contaba su término con una extensión superficial de 819 hectáreas, albergando 46 hogares y 186 vecinos.

## Demografía
| Gráfica de evolución demográfica de Villanueva de Rio Ubierna entre 1842 y 1970 |
| |
| Población de derecho según los censos de población del INE Población de hecho según los censos de población del INEEn este censo se denominaba Villanueva de Rioubierna: 1842. Entre el censo de 1981 y el anterior, este municipio desaparece porque se agrupa en el municipio Merindad de Río Ubierna. |

## Parroquia
Iglesia de San Juan Bautista, sede del arciprestazgo de Ubierna Úrbel. La parroquia comprende las localidades de Celadilla Sotobrín y Las Rebolledas.

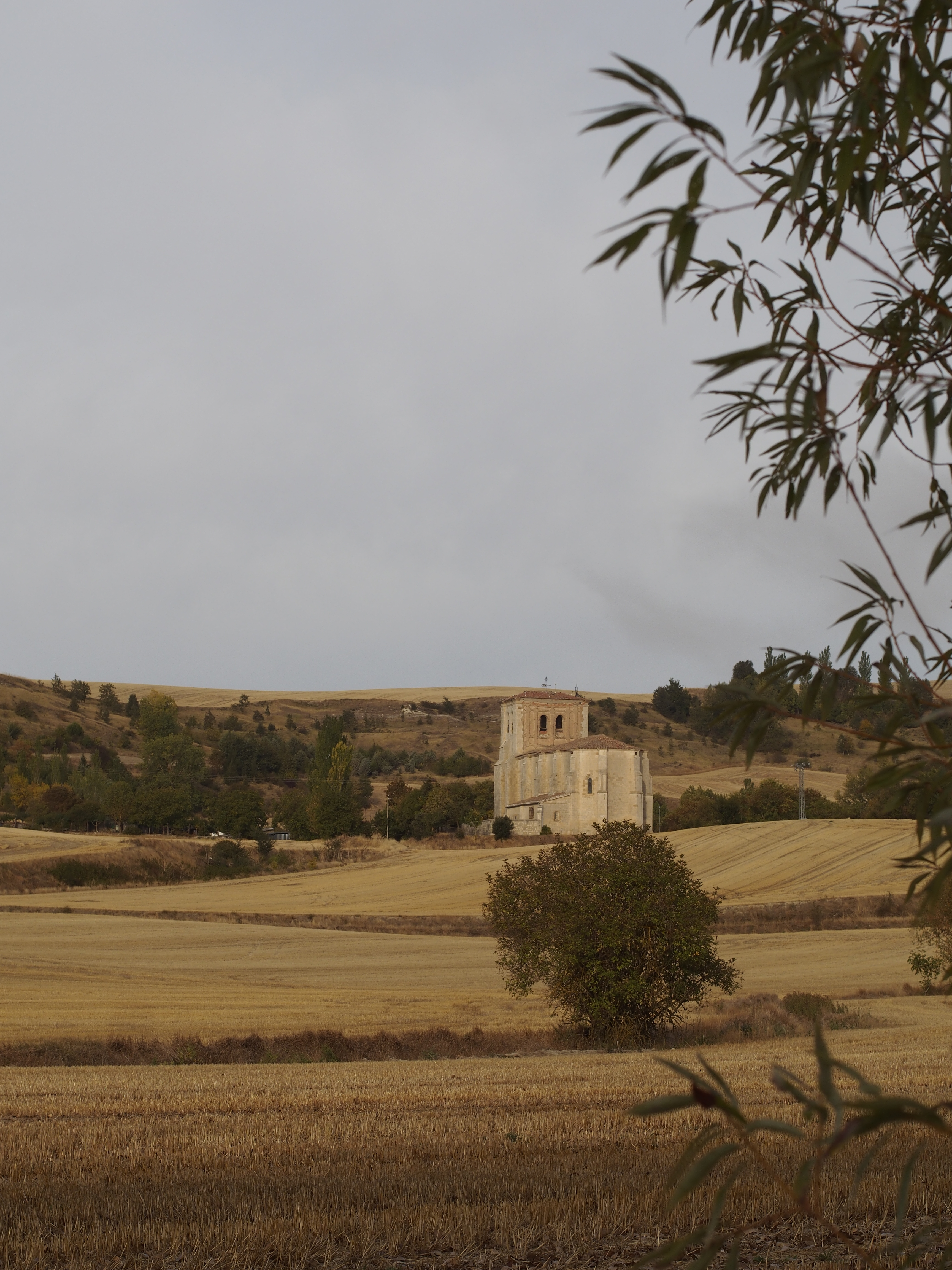
La iglesia de la población, vista desde el este.

En el año 1787 se cerró la puerta norte, en la que está la pila del bautismo, se arregló la torre con cal y arena, cítara de ladrillo de la torre y apeo de madera maestra en la que entran los postes del tejado, se desmontó el tejado mayor y se utilizó tabla y clavazón. En el año 1792 se reparó el retablo de Nuestra Señora del Rosario.